# HD 190984 b
HD 190984 b (también conocido como HIP 99496 b) es un planeta extrasolar que orbita la estrella de tipo F de la secuencia principal HD 190984, localizado aproximadamente a 618 años luz, en la constelación de Pavo.Este planeta tiene al menos 3 veces la masa de Júpiter y tarda 13,37 años en completar su periodo orbital, con un semieje mayor de 5,95 UA. Sin embargo, a diferencia de la mayoría de los exoplanetas conocidos, su excentricidad no se conoce, pero es habitual que se desconozca su inclinación. Este planeta fue detectado por HARPS el 19 de octubre de 2009, junto con 29 otros planetas. El astrónomo Wladimir Lyra (2009) ha propuesto Cydippe como el nombre común posible para HD 190984 b.